# جنبش‌های ملی ایرانیان
- جنبش اسطوره‌ای کاوه آهنگر
- جنبش گئومات مغ
- جنبش سپتامان
- جنبش پارتیان اشکانیان
- جنبش مانی
- جنبش مزدک
- جنبش موالی
- جنبش شعوبیه
- جنبش سیاه جامگان
- جنبش به آفریدیان
- جنبش مهریان
- جنبش سنبادیان
- جنبش اسحاقیان
- جنبش استادسیسیان
- جنبش سرخ جامگان خرم دینان
- جنبش سپیدجامگان المقنع
- جنبش زیدیان زیدیه
- جنبش حسن صباح
- جنبش سربداران
- جنبش بابیه
- جنبش مشروطه ایران
- قیام زنان اصفهان ۱۶ اردیبهشت ۱۲۹۰
- جنبش ملی شدن نفت
- جنبش انقلاب ایران (۱۳۵۷) ۱۳۵۷
- جنبش زن، زندگی، آزادی